# Перманентная смерть
Пермане́нтная смерть (англ. permadeath) — в компьютерных играх потеря игроком персонажа без возможности возродить, загрузить из сохранения или восстановить его каким-либо другим способом. Понятие перманентной смерти связывают с потерей пройденного сюжета, экипировки, препятствиями при возобновлении игры или полным уничтожением игрового мира. После перманентной смерти игрок не может вернуться в игровой мир и может только начать игру сначала.
Понятие перманентной смерти не имеет строго определения, и её применение варьируется от малобюджетных игр-рогаликов, таких как FTL: Faster Than Light, до дорогих AAA-«блокбастеров», таких как XCOM: Enemy Unknown. Перманентная смерть может быть как отдельной особенностью игры, так и базовым элементом, трактующимся до уровня игрового жанра. Но в общем случае перманентная смерть описывает невозможность повлиять на прошлое каким-либо образом, а ошибки игрока в этой модели имеют безвозвратные последствия.
В ранней истории игровой индустрии перманентная смерть являлась следствием ограниченности аппаратных возможностей компьютеров, и игроками она воспринималась как естественное явление. Со временем перманентная смерть начала терять популярность, так как вызывала отторжение у игроков, и разработчики стали больше обращать внимание на альтернативные модели, например на пароли или контрольные точки. Ситуация начала меняться в 2010-х годах, когда интерес к перманентной смерти возрос — начали выделяться категории игроков, которым нравится избегание перманентной смерти и связанные с этим сложности. Соответственно, это обусловило появление игр, в которых перманентная смерть является одним из главных элементов игрового процесса.
Введение перманентной смерти имеет как положительные, так и отрицательные эффекты. Она может задействоваться для всей игры, так и являться одним из предлагаемых игровых режимов. Известны ряд факторов, на основании которых могут приниматься решения о введении концепта перманентной смерти в игру. Так, её использованию способствует отсутствие сюжета, выживание, соревновательность, стратегичность, разнообразие вариантов окончания игры. В то же время, если проектируется игра с конкретным сюжетом, или она направлена на сбор предметов, то введение перманентной смерти вероятнее отрицательно скажется на играбельности.

## История
Понятие смерти игрового персонажа существовало ещё до появления компьютерных игр, например, в настольной игре Dungeons & Dragons. В ранней истории индустрии гибель персонажа была равнозначна окончанию игры, но со временем менялась сама концепция смерти. Геймдизайнеры заметили, что использование классического понимания смерти имеет недостаток отсутствия постоянства, и постепенно, с введением концепции жизней и очков здоровья, потеря персонажа стала использоваться как способ представления вре́менной или незначительной неудачи, после которой игрок может восстановиться. Например, если Марио погибает, то игра возвращает его в безопасное место с потерей жизни. В Battlefield погибший персонаж возрождается через несколько секунд в специальном безопасном месте. Таким образом, смерть зачастую используется как способ наказания за ошибки игрока, но при этом игровой персонаж является бессмертным и теряет только часть прогресса. Перманентная смерть является альтернативной игровой механикой, которая представляет собой сильное наказание, уничтожающее весь опыт игровой сессии.
В ранний период развития индустрии компьютерных игр перманентная смерть была обусловлена аппаратными ограничениями, не предполагавших возможности сохранения игры (например, в играх Pac-Man, Donkey Kong или Centipede), а также из-за небольшого разнообразия игрового контента — последнее связано с ограничениями памяти и пространства на внешних носителях. В некоторых случаях сохранение игры было непрактичным — например, применительно к игровым автоматам предполагалось, что игрок и не будет возвращаться к игре после поражения. Соответственно, перманентная смерть была естественным явлением.
Со временем ситуация стала меняться, так как модель, при которой можно получить небольшую награду и при этом вероятна большая потеря, оказалась непопулярной — это было несовместимо с мотивацией игрока и потерей достигнутого. Для обхода этой проблемы разработчики использовали различные способы. Одним из ранних проявлений является появление игрового счёта и таблицы рекордов, когда игра сохраняла количество набранных игроком очков, и это достижение можно было видеть во время последующих игровых сессий. Одной из первых игр, реализующих такой способ, стала в 1978 году Space Invaders, где присутствовала таблица из 10 лучших результатов игроков, сохраняющая значения до выключения игрового автомата. Связь с предыдущим опытом и заслугами других игроков повышала интерес к игре, так как пользователи хотели вернуться и поставить новый рекорд. В дальнейшем для ухода от перманентной смерти использовались другие модели, такие как введение контрольных точек, сохранение через пароли и другие.
Мне кажется, игроки в конечном счёте всегда ищут что-то новое. Перманентная смерть является одним из случаев необычного опыта. [Используя её,] мы относимся к игрокам с пренебрежением. Они к такому не привыкли. Но им это нравится.
Использование перманентной смерти ещё осложнено потенциальными техническими проблемами, когда она может произойти из-за программной ошибки или потери соединения по Интернету. Однако существуют категории игроков, для которых интересно избегание перманентной смерти и связанные с этим сложности. Это является одной из причин, из-за которых в 2010-х годах начала повышаться популярность модели перманентной смерти. Перманентная смерть в играх часто используется как один из способов прохождения, когда пользователь может включить этот режим, исходя из настроек игры. Например, в Minecraft помимо трёх уровней сложности имеется отдельный уровень, когда у игрока есть только одна жизнь, а в случае её потери исчезает всё, что было создано игроком. При этом распространена практика, когда разработчики игр не включают этот режим по умолчанию и не дают доступ к нему игрокам, ещё не получившим некоторые навыки в игре.
Эволюция модели перманентной смерти привела к тому, что начали появляться игры, в которых она стала основной особенностью, а сама интерпретация модели в некоторых случаях трактуется до уровня игрового жанра. Так, во время разработки игры Rust в 2013 году (выпущена в 2018) целью стало создание социальной системы из игроков, которым приходится выживать совместно. Другим примером является DayZ, эволюционировавшая с 2012 года от модификации ArmA 2 до полноценной игры, вышедшей в 2018 году. В DayZ персонаж игрока помещается в постапокалиптический мир, где должен выживать под угрозой перманентной смерти.

## Особенности
Это делает игру более волнующей. Если игрок чем-то рискует — в большинстве игр речь о времени, которое он потратил на то, чтобы дойти до определенной точки — то и тогда из-за риска потери игра становится более захватывающей. Если можно просто нажать клавишу и загрузить всё обратно, выигрывать становится уже не так приятно, а проигрывать — не так страшно.
Использование модели перманентной смерти имеет следующие положительные свойства:
- усиливает эмоциональный отклик от игрового процесса: выживание в ситуации, когда вероятна потеря всего игрового опыта сессии, и ощущение страха дают больший эмоциональный эффект;
- повышение реиграбельности: если игровой персонаж погибает навсегда, то у игрока с меньшей вероятностью получится изучить детально всю карту игрового мира или выполнить каждый квест; потеря игрового персонажа не обязательно означает повторение того же самого прохождения — начиная игру с самого начала, игрок может выбрать другого персонажа, с другими характеристиками; перманентная смерть здесь ещё стимулирует игрока выбрать другую роль, так как игрок не привязывается к уже накопленному опыту или уже развитому персонажу;
- увеличение риска улучшает погружение в игру: это приближает события в игровом мире к реальной жизни, где опыт ограничен и нельзя загрузиться с сохранения; игроку приходится постоянно оценивать риски, из-за которых игра может закончиться, что создает дополнительный эффект погружения;
- создание эффекта героизма: если игрок может сохраниться и загрузиться, то он практически ничем не рискует, что создает эффект того, что с одной стороны, игра пытается сделать игрока героем, но на деле никто из игроков им не становится; в случае перманентной смерти появляется риск потери всего, что создаёт значимость достижений[11].

К негативным проявлениям перманентной смерти относят:
- негативная реакция игроков на факт перманентной смерти: эмоциональный ответ зависит как от характера человека, так и от количества сил, вложенных в игровую сессию; пользователи, не привыкшие к игровому процессу с перманентной смертью, могут пытаться играть на основе опыта других игр, где такой системы нет, и в этом случае реакция усугубляется — в результате игрок может покинуть игру и больше не вернуться к ней;
- потеря аудитории многопользовательских онлайн игр, в которые игроки приходят, чтобы без напряжения провести своё время;
- для многопользовательских игр проявляются эффекты взаимодействия между игроками: например, появляются гриферы, которые ищут и уничтожают навсегда персонажей других игроков, что вызывает негативную реакцию сообщества игрового мира.

## В проектировании игр
Успешность использования модели перманентной смерти во время проектирования игры зависит от ряда особенностей, среди которых выделяют более характерные и менее вероятные. Другими словами, для создаваемых игр перманентная смерть скорее всего подойдет для игр со следующими особенностями:
- игры без сюжета — обычно природа перманентной смерти подразумевает, что игровой персонаж будет погибать часто, и повторение одной и той же истории становится неприемлемым; тем не менее в некоторых играх (например, ролевых), разработчики включают перманентную смерть как один из пунктов настроек[13];
- выживание — представляет собой именно то, что подразумевает под собой перманентная смерть; добавление её риска вместе со всем опытом игровой сессии создает необходимость защиты персонажа и соответствующее погружение в игру;
- соревновательные игры — если игрок помещается в окружение, где ему приходится соревноваться с другими людьми, то перманентная смерть выступает в качестве сильного наказания за допускаемые ошибки, а победа подразумевает не просто победу;
- стратегические игры — если игра использует стратегические аспекты, то это требует у игрока планировать происходящее и делать ходы, близкие к оптимальным; в таких играх перманентная смерть чаще всего может быть использована в качестве дополнительного параметра, который может настроить игрок.
- отсутствие конкретного завершения игры — если во время проектирования цель не определена, то введение перманентной смерти может создать мотивацию выживания; если игрок достиг в игровом мире всего, то ему становится скучно; альтернативным вариантом является вероятная или неизбежная смерть персонажа, и после этого создается новый игровой мир и игрок начинает изучать его сначала[11].

В то же время есть ряд случаев, когда включать модель перманентной смерти в игру нежелательно:
- игры, в которых сюжет является важной составляющей, — в случае гибели персонажа игрок не сможет увидеть оставшуюся часть истории и завершить прохождение, полностью ознакомившись с сюжетом; таким образом, уменьшается играбельность.
- игры со сбором предметов — если игровой процесс заключается в сборе различных предметов, выполнении множества заданий, улучшении характеристик игрового персонажа, потеря всего накопленного вместе с гибелью персонажа может стать настолько болезненной, что игрок может больше не вернуться в игру.

Отсутствие перманентной смерти в некоторых случаях требует от игры объяснения, почему, например, игровой персонаж возрождается снова и снова, а плохое представление этого процесса ведет к уменьшению эффекта погружения в игру. Реализация модели перманентной смерти чаще всего требует решения более сложных проблем игрового баланса, в частности, соотношения риска и награды, но при этом введение модели, как правило, не влияет на сюжет и не требует перепроектирования уровней и персонажей.
Для того, чтобы сделать перманентную смерть более контрастной, может быть сделано так, чтобы игровой персонаж был важным для игрока, чтобы он был уникальным (не клоном чего-то), и это усиливало бы риск его потери. Подобный приём используется при смерти неигровых персонажей, когда может погибнуть кто-то, с кем игрок подружился в игровом мире, его сопровождающий слуга, или чем-то близкий игроку персонаж. В этом случае нежелательно после гибели заменять потерянного на его двоюродного брата, и в этом смысле смерть должна быть окончательной. Подобные процессы в игре могут быть неявными. Например, если Марио погибает, и игра возвращает игрока в безопасное место, то непонятно, является ли появившийся после потери жизни Марио его клоном, или это тот же Марио. Отсутствие ощущения гибели приводит к уходу от модели перманентной смерти. И напротив, создание уникального персонажа в неповторяющемся мире убирает ощущение клонирования, а игрок начинает контрастнее различать события смерти и делает каждую гибель уникальной.
Ощущение перманентной смерти является более эмоциональным для настольных игр, которые находятся под управлением человека. В этих играх «мастер игры» лично общается с игроками и ведёт их по задуманному сюжету, рассказывая о правилах игрового мира и создавая в нём события. Такое вовлечение создаёт у игроков более значимое и героическое ощущение происходящего. Введение перманентной смерти одновременно стимулирует эмоциональный отклик и необходимость думать, что создаёт особенные ситуации и поведение. Так, в DayZ игровые персонажи могут быть безвозвратно ограблены, похищены, а игроков заставляют петь под дулом пистолета. Это начинает работать именно потому, что все игроки, как и в реальном мире, имеют одну жизнь и готовы пойти на многое, чтобы её сохранить.
Лучшее, что есть в перманентной смерти, — это то, что она подталкивает [игроков] осваивать саму систему. Так как игровой мир (обычно) изменяется каждый раз, когда ты погибаешь, игроку приходится понимать правила игрового мира и опираться на полученные знания, а не просто механически зазубривать, как проходить игру.
Игры ряда жанров (аркадных файтингов, горизонтальных и вертикальных скроллеров, стратегий и других) включают в себя перманентную смерть как один из центральных элементов игрового процесса, но на ней акцент не делается. Если рассмотреть общее, что есть у играх с моделью перманентной смерти, так и это то, что со временем после уничтожения игровых сессий ценностью для пользователя становится не состояние игровых миров, а полученные умения и навыки в игре, в которую со временем он играет лучше: ускоряется реакция, запоминаются паттерны перемещения врагов, улучшается понимание происходящего и так далее. Если рассмотреть игры жанра Roguelike, для которых перманентная смерть характерна, то в них основными факторами повышения мастерства является лучшее понимание игрового разнообразия и взвешенность риска и награды для тех или иных действий.
В рогаликах имеется большое количество предметов и способов взаимодействий с ними. Например, в Spelunky, чтобы спасти девушку, главный герой может взять её и отнести к требуемому месту. Однако со временем игрок может заметить, что в игре предметы можно бросать, как и девушку, и, соответственно, её можно бросать и уничтожать врагов, перебрасывать через препятствия и так далее. Введение перманентной смерти в таких играх изменяет игровой процесс таким образом, что становится интересно изучать законы игрового мира и находить интересные способы решения тех или иных задач. Если же игра предоставляет возможность сохранения, то изменяется отношение игрока к его прогрессу: если игрок допускает ошибки и его навыки недостаточны для прохождения уровня, и при этом используется сохранение, то он не сможет освоить более сложные механики или пройти более сложные уровни. Для сохраняемых игр одновременно изменяется отношение геймдизайнеров — они не могут рассчитывать на то, что игрок обладает нужным уровнем мастерства. Как следствие, может теряться связность проектируемых игровых механик так, что уровни начинают представлять отдельные мини-игры.
Введение перманентной смерти часто сопровождается процедурной генерацией игрового контента. Это связано с тем, что если играбельность формируется на основании изучения закономерностей игрового мира, то заниматься повторением одного и того же становится скучно, а в конечном счёте игрок просто выучивает некоторую последовательность действий. Генерация решает эту проблему, так как игрок с самого начала помещается в новый мир, но с теми же закономерностями.